# Capão Bonito (tiểu vùng)
Capão Bonito là một tiểu vùng thuộc bang São Paulo, Brasil. Tiều vùng này có diện tích 6539 km², dân số năm 2007 là 141917 người.